# UPortal
uPortal est un outil de portail Web Java respectant les normes JSR 168 et JSR 286.

C'est un logiciel libre distribué selon les termes de la licence Apache.
Il est développé par un consortium d'universités et centres de recherches basés dans le monde entier.